# Giuseppe Marotta (pallanuoto)
Giuseppe Marotta (Siracusa, 9 novembre 1954) è un dirigente d'azienda e dirigente sportivo italiano.
Laureato in Ingegneria meccanica, è l'Amministratore delegato della Siam S.p.A., società di Siracusa che gestisce il servizio idrico integrato della città dal 1º marzo 2015. Precedentemente è stato amministratore delegato della Sogeas S.p.A., e dalla siracusana Onda. 
Dal 1997 al 2012 è stato Presidente del Circolo Canottieri Ortigia, società pallanuotistica di Siracusa, militante in Serie A1, di cui tutt'oggi ne è il Presidente onorario. Dal 2012 è consigliere federale della Federazione Italiana Nuoto, e nel 2024 ne viene eletto vicepresidente.
Ha svolto anche il ruolo di team leader della nazionale italiana.